# Nati l'8 giugno
| Questa pagina contiene informazioni ricavate automaticamente dalle voci biografiche con l'ausilio del template Bio e di un bot. L'aggiornamento è periodico e automatico e ricostruisce completamente la pagina. Se manca una persona in questa lista, sei pregato di non aggiungerla, ma accertati piuttosto che la sua voce biografica contenga il template Bio e che i dati anagrafici siano correttamente compilati. Se il template Bio manca, inseriscilo tu stesso o, in alternativa, metti l'avviso {{tmp\|Bio}} che ne segnala la mancanza. Se i dati riportati sono sbagliati, correggi direttamente la voce biografica; le modifiche saranno visibili in questa lista entro pochi giorni. Per chiarimenti vedi il progetto biografie. La lista contiene solo le 1.062 persone che sono citate nell'enciclopedia e per le quali è stato implementato correttamente il template Bio. Pagina aggiornata al 13 ago 2025. |

## XIII secolo(1)
- 1236 - Violante d'Aragona, regina († 1301)

## XV secolo(1)
- 1438 - Melozzo da Forlì, pittore e architetto italiano († 1494)

## XVI secolo(2)
- 1570 - Fulgenzio Micanzio, teologo e storico italiano († 1654)
- 1593 - Giorgio I Rákóczi, principe († 1648)

## XVII secolo(16)
- 1611 - Francesco Nasini, pittore italiano († 1695)
- 1623 - Paluzzo Paluzzi Altieri degli Albertoni, cardinale e arcivescovo cattolico italiano († 1698)
- 1625 - Giovanni Cassini, matematico, astronomo e ingegnere italiano († 1712)
- 1630 - Wolf Caspar von Klengel, architetto e ingegnere tedesco († 1691)
- 1631 - Alonso Enríquez de Santo Tomás, religioso, teologo e vescovo cattolico spagnolo († 1692)
- 1638 - Pierre Magnol, botanico francese († 1715)
- 1649 - Jan Kazimierz Denhoff, cardinale e vescovo cattolico polacco († 1697)
- 1649 - Juan Francisco Pacheco, nobile spagnolo († 1718)
- 1659 - Justus van Huysum I, pittore e disegnatore olandese († 1716)
- 1671 - Tomaso Albinoni, compositore e violinista italiano († 1751)
- 1671 - Giuseppe Antonio Vincenzo Aldrovandini, compositore italiano († 1707)
- 1672 - Girolamo Archinto, arcivescovo cattolico e diplomatico italiano († 1721)
- 1686 - Zaccaria Valaresso, letterato italiano († 1769)
- 1691 - James Cecil, V conte di Salisbury, nobile e politico inglese († 1728)
- 1696 - Federico Augusto di Harrach-Rohrau, diplomatico e politico austriaco († 1749)
- 1699 - Benedetto Alfieri, architetto e politico italiano († 1767)

## XVIII secolo(34)
- 1709 - Paolo Da Ponte, arcivescovo cattolico italiano († 1792)
- 1709 - Gioacchino Maria Pontalti, vescovo cattolico italiano († 1772)
- 1715 - Georg Christoph Wagenseil, compositore, organista e clavicembalista austriaco († 1777)
- 1724 - Enrico Barelli, presbitero, letterato e poeta italiano († 1817)
- 1724 - John Smeaton, ingegnere e fisico britannico († 1792)
- 1732 - Federico Francesco di Brunswick-Wolfenbüttel, generale tedesco († 1758)
- 1740 - Gabriele Mario Piozzi, musicista, compositore e tenore italiano († 1809)
- 1742 - Paolo Gerolamo Brusco, pittore italiano († 1820)
- 1744 - Luigi Amat Malliano, generale italiano († 1807)
- 1745 - Caspar Wessel, matematico norvegese († 1818)
- 1748 - Antonio Dugnani, cardinale e arcivescovo cattolico italiano († 1818)
- 1748 - William Few, politico statunitense († 1828)
- 1753 - August Friedrich Wilhelm Crome, economista e statistico tedesco († 1833)
- 1757 - Ercole Consalvi, cardinale, politico e mecenate italiano († 1824)
- 1761 - Louis-Robert Goust, architetto francese († 1838)
- 1761 - Giuliana d'Assia-Philippsthal, contessa († 1799)
- 1765 - Maximilien Joseph Hurtault, architetto francese († 1824)
- 1772 - Robert Stevenson, ingegnere scozzese († 1850)
- 1774 - Henry Philip Hope, banchiere olandese († 1839)
- 1776 - Thomas Rickman, architetto e antiquario inglese († 1841)
- 1782 - Pasquale Borrelli, giurista e filosofo italiano († 1849)
- 1783 - Pattimura, militare e rivoluzionario indonesiano († 1817)
- 1784 - Marie-Antoine Carême, cuoco e scrittore francese († 1833)
- 1786 - José Ferreira Borges, giurista e politico portoghese († 1838)
- 1786 - Carlo II di Baden, sovrano tedesco († 1818)
- 1786 - Manley Hall Dixon, ammiraglio britannico († 1864)
- 1788 - Charles Anderson Wickliffe, politico statunitense († 1869)
- 1789 - Massimina Rosellini Fantastici, scrittrice e poetessa italiana († 1859)
- 1789 - Sunwon di Joseon, regina coreana († 1857)
- 1792 - Giovanni Antonio Carbonazzi, politico italiano († 1873)
- 1793 - Martin Brimmer, imprenditore e politico statunitense